# Гражданство Хорватии
Гражданство Хорватии — устойчивая правовая связь физического лица с Хорватией. Закон о гражданстве был принят 26 июня 1991 года (последняя поправка 1 января 2020 года. Закон о гражданстве основан на положениях Конституции Хорватии (глава II, статьи 9 и 10). В основном опирается на принцип jus sanguinis.

## Приобретение хорватского гражданства
Хорватское гражданство можно получить следующими способами:
1. Jus sanguinis: по происхождению, если хотя бы один из родителей является гражданином Хорватии.
2. Jus soli: по рождению в Хорватии (один из родителей должен иметь хорватское гражданство) или ребёнок, найденный в Хорватии, родители которого неизвестны.
3. По натурализации.
4. В соответствии с международным договором.

### Гражданство по рождению
В соответствии со статьёй 4 Закона о гражданстве Хорватии, ребёнок приобретает гражданство Хорватии по рождению:
1. если оба родителя ребёнка являются гражданами Хорватии на момент рождения ребёнка;
2. если один из родителей ребёнка является гражданином Хорватии на момент рождения ребёнка и ребёнок родился в Республике Хорватии;
3. если один из родителей ребёнка является гражданином Хорватии на момент рождения ребёнка, другой родитель не имеет гражданства или имеет неизвестное гражданство, и ребёнок родился за границей.

Хорватское гражданство также может быть получено путём сочетания условий происхождения и регистрации ребёнка, родившегося за границей, один из родителей которого является гражданином Хорватии на момент рождения ребёнка, «если ребёнок был зарегистрирован для получения хорватского гражданства до 21 года в уполномоченном органе Республики Хорватии за границей или в Республике Хорватии, или если он поселится в Республике Хорватии», или если ребёнок не приобретёт никакого иного гражданства.

### Гражданство по происхождению
Эмигранты и их потомки (и их супруги) также могут претендовать на хорватское гражданство в соответствии со статьёй 11. Эмигрант и его потомки могут получить хорватское гражданство путём натурализации. Им не требуется:
1. знание хорватского языка;
2. отказа от иностранного гражданства;
3. факта проживания на территории Республики Хорватии.

Люди, эмигрировавшие на другие территории бывшей Югославии, не имеют права на получение хорватского гражданства в соответствии со статьёй 11.

### Гражданство по натурализации
В соответствии со статьёй 8 Закона о гражданстве Хорватии иностранец может получить гражданство Хорватии путём натурализации, если он или она подали заявление и соответствуют следующим требованиям:
1. ему или ей 18 лет;
2. он отказывается от иностранного гражданства или представляет доказательства того, что он получит отказ, если ему будет предоставлено хорватское гражданство;
3. он проживал и имел зарегистрированное место жительства в Республике Хорватии не менее 8 лет без перерыва до подачи заявления и получил статус иностранца с постоянным местом жительства;
4. он владеет хорватским языком и латиницей, знаком с хорватской культурой и социальным устройством Хорватии;
5. уважает правопорядок Республики Хорватии, уплачивая налоги и сборы, не представляет собой препятствий с точки зрения безопасности для получения хорватского гражданства.

## Двойное гражданство
Хорватия позволяет своим гражданам иметь иностранное гражданство в дополнение к хорватскому гражданству.
В соответствии со статьёй 8 Закона о хорватском гражданстве натурализация требует отказа от гражданства другой страны, если это разрешено другой страной. Однако это положение не применяется в ряде ситуаций и, в частности, не распространяется на потомков хорватских эмигрантов, бывших граждан Хорватии, которые отказались от хорватского гражданства, чтобы работать по профессии в другой стране, а также в иных случаях, если того требуют национальные интересы Хорватии.

## Гражданство Европейского Союза
Поскольку Хорватия является частью Европейского Союза, хорватские граждане также являются гражданами Европейского Союза в соответствии с законодательством Европейского Союза и, таким образом, пользуются правом на свободное передвижение и имеют право голосовать на выборах в Европейский парламент. Находясь в стране, не входящей в ЕС, где нет посольства Хорватии, граждане Хорватии имеют право на получение консульской защиты в посольстве любой другой страны ЕС, присутствующей в этой стране. Граждане Хорватии могут жить и работать в любой стране ЕС благодаря праву на свободное передвижение и проживание, предоставленному статьей 21 Договора о ЕС.

## Свобода передвижения для граждан Хорватии

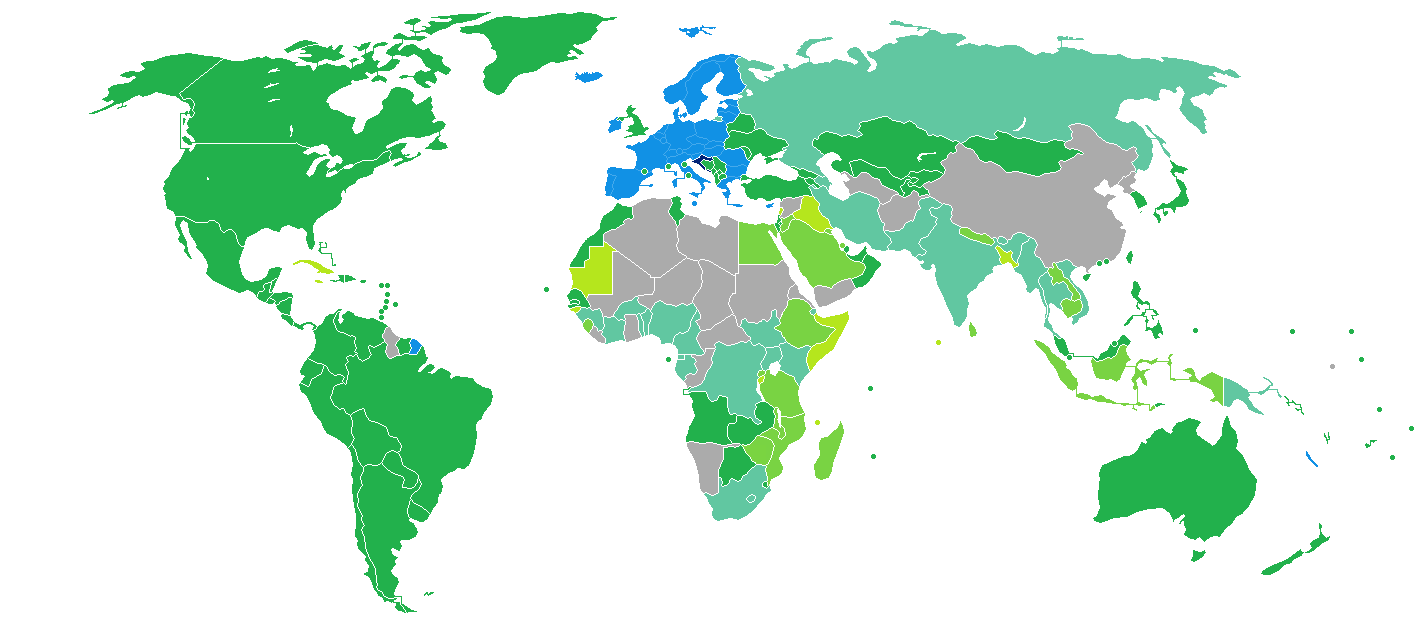
Визовые требования для граждан Хорватии

Визовые требования для хорватских граждан являются административными ограничениями на въезд, установленными властями других государств для граждан Хорватии. В 2018 году граждане Хорватии имели безвизовый режим или визу по прибытии в 156 стран и территорий, в результате чего хорватский паспорт занял 20-е место с точки зрения свободы передвижения согласно индексу визовых ограничений Henley.
В 2017 году хорватское гражданство занимает двадцать восьмое место в Национальном индексе (QNI). Этот индекс отличается от Индекса визовых ограничений, который фокусируется на внешних факторах, включая свободу передвижения. QNI учитывает, помимо свободы передвижения, внутренние факторы, такие как мир и стабильность, экономическая мощь и человеческое развитие.